# Seznam krajev Unescove svetovne dediščine v Italiji
Svetovna dediščina Organizacije Združenih narodov za izobraževanje, znanost in kulturo (UNESCO) je pomembna za kulturno ali naravno dediščino, kot je opisano v Unescovi konvenciji o svetovni dediščini, ustanovljeni leta 1972. Kulturno dediščino sestavljajo spomeniki (kot so arhitekturna dela, monumentalne skulpture ali napisi), skupine zgradb in najdišča (vključno z arheološkimi najdišči). Naravne značilnosti (ki jih sestavljajo fizične in biološke formacije), geološke in fiziografske formacije (vključno s habitati ogroženih vrst živali in rastlin) ter naravna območja, ki so pomembna z vidika znanosti, ohranjanja ali naravne lepote, so opredeljena kot naravna dediščina. Italija je konvencijo ratificirala 23. junija 1978.
Od leta 2023 ima Italija 59 območij na seznamu, zaradi česar je država pogodbenica z največ območji svetovne dediščine, tik pred Kitajsko (57). Prvo najdišče v Italiji, skalne risbe v Valcamonici, je bilo uvrščeno na seznam na 3. zasedanju Odbora za svetovno dediščino, ki je potekalo v Kairu in Luksorju v Egiptu leta 1979. V 1990-ih je bilo dodanih 25 italijanskih območij, vključno z 10 območji, dodanih na 21. zasedanju v Neaplju leta 1997. Italija je bila petkrat članica Odbora za svetovno dediščino, 1978–1985, 1987–1993, 1993–1999 , 1999–2001 in 2021–2025.
Od 59 italijanskih dediščin jih je 53 kulturnih in 6 naravnih. Sedem lokacij je transnacionalnih. Zgodovinsko središče Rima si deli z Vatikanom; Monte San Giorgio in Retijska železnica s Švico; Beneške utrdbe iz 16. in 17. stoletja s Hrvaško in Črno goro; Prazgodovinska kolišča okoli Alp s 5 drugimi državami; Velika zdraviliška mesta Evrope s 6 drugimi državami; in Starodavni prvobitni bukovi gozdovi Karpatov in drugih delov Evrope si deli s 17 drugimi državami. Poleg tega ima Italija na poskusnem seznamu 31 območij.

## Svetovna dediščina
Unesco navaja mesta pod desetimi merili; vsaka prijava mora izpolnjevati vsaj enega od kriterijev. Merila od i do vi so kulturna, od vii do x pa naravna.
| Ime | Slika                                                           | Lokacija | Leto vpisa       | UNESCO kriterij                       | Opis |
| --- | --------------------------------------------------------------- | --- | ---------------- | ------------------------------------- | --- |
| Skalne poslikave v Val Camonici | Rock drawing of an animal                                       | Brescia | 1979             | 94; iii, vi (kulturno)                | Valcamonica je dom ene največjih zbirk petroglifov na svetu. V dolini je v obdobju 8000 let od epipaleolitika do srednjega veka nastalo več kot 140.000 skalnih rezbarij. Upodabljajo prizore iz poljedelstva, navigacije, vojne in magije. |
| Zgodovinsko središče Rima, lastnina Vatikana v tem mestu z ekstrateritorialnimi pravicami in Bazilika sv. Pavla zunaj obzidja*}                   | Coloseum building                                               | Metropolitansko mesto glavnega mesta Rim, Vatikan                                                                                   | 1980, 1990, 2015 | 91ter; i, ii, iii, iv, vi (kulturno)  | Mesto Rim je bilo središče Rimskega cesarstva, kasneje pa tudi krščanskega sveta. Je dom velikega števila pomembnih spomenikov antike, vključno s Kolosejem (na sliki), Panteonom in rimskim forumom, pa tudi stavbami iz renesančnega in baročnega obdobja. Prvotno navedeno kot zgodovinsko središče Rima, je bilo leta 1990 razširjeno in preimenovano v sedanje ime. Leta 2015 je prišlo do druge spremembe meje. Mesto si deli z Vatikanom. |
| Cerkev in dominikanski samostan Santa Maria delle Grazie z Zadnjo večerjo Leonarda da Vincija                                                     | A church in red brick                                           | Metropolitansko mesto Milano | 1980             | 93; i, ii (kulturno)                  | Kompleks dominikanskega samostana v Milanu je bil zgrajen v drugi polovici 15. stoletja; delno se pripisuje Bramanteju. Na severni steni refektorija samostana je stenska slika Zadnja večerja Leonarda da Vincija, mojstrovina umetnosti visoke renesanse. |
| Zgodovinsko središče Firenc | Arno river and the Historic Centre of Florence                  | Metropolitansko mesto Firence | 1982, 2015, 2021 | 174ter; i, ii, iii, iv, vi (kulturno) | Mesto Firence je simbol renesanse in je bilo pomembno središče renesančnega humanizma. Imelo je velik vpliv na arhitekturo in umetnost Italije in Evrope, saj je bilo povezano z umetniki, kot so Giotto, Brunelleschi, Sandro Botticelli in Michelangelo. Spomeniki v mestu so Firenška stolnica, bazilika sv. Križa, galerija Uffizi in Palača Pitti. V letih 2015 in 2021 je prišlo do manjših sprememb meja mesta. Na sliki je Piazza della Signoria. |
| Benetke in njihova laguna | A channel in Venice with boats parked                           | Metropolitansko mesto Benetke | 1987             | 394; i, ii, iii, iv, v, vi (kulturno) | Mesto Benetke je bilo ustanovljeno v 5. stoletju in se je v 10. stoletju razvilo v veliko pomorsko silo, Beneško republiko. Zgrajeno je na več kot 100 otokih v laguni in vsebuje spomenike, kot so bazilika svetega Marka, Doževa palača ter številne cerkve in mostovi. Tudi po padcu politične moči so Benetke ostale vplivne na področju umetnosti z inovacijami slikarjev Bellinija, Giorgioneja, Tiziana, Tintoretta, Veroneseja in Tiepola. Benetke povezujejo tudi z raziskovalcem Marcom Polom iz 13. stoletja. |
| Piazza del Duomo, Pisa | White church, leaning tower and a circular baptistery           | Pisa | 1987, 2007       | 395bis; i, ii, iv, vi (kulturno)      | Piazza dei Miracoli je eden najlepših srednjeveških arhitekturnih kompleksov na svetu in obsega štiri mojstrovine iz 11. do 14. stoletja: stolnico, krstilnico, pokopališče in poševni stolp. Pisanski romanski slog, ki se je razvil tukaj, je bil vpliven v drugih toskanskih mestih. Kompleks je povezan tudi z Galileom Galilejem, ki je tam izvajal svoje poskuse. Leta 2007 je prišlo do manjše spremembe meje. |
| Zgodovinski center San Gimignano | A small town dominated by many tall stone towers                | Siena | 1990             | 550; i, iii, iv (kulturno)            | Mesto San Gimignano je bilo v srednjem veku pomembna postojanka za romarje na Via Francigena. Mesto ohranja svoj srednjeveški značaj, njegova najpomembnejša značilnost pa so visoki stolpi, ki so jih med 11. in 13. stoletjem zgradile plemiške družine in trgovci višjega srednjega razreda. Štirinajst teh stolpov se je ohranilo do danes. Cerkve in palače v mestu so dom številnih mojstrovin umetnikov iz 14. in 15. stoletja. |
| Jamska bivališča Sassi di Matera in park rupeštskih cerkva Matera                                                                                 | Structures built into the rock                                  | Matera (pokrajina) | 1993             | 670; iii, iv, v (kulturno)            | To območje obsega dve okrožji Matere z jamskimi bivališči, ki so bila prvič naseljena v paleolitiku. Ljudje so naselili naravne jame na kraški planoti Murge in kasneje začeli klesati in graditi zahtevnejše objekte, vključno s cerkvami in samostani. Romanska stolnica je iz 13. stoletja. |
| Mesto Vicenza in Palladijeve vile v Benečiji | A villa with columns in front                                   | Padova (pokrajina), Rovigo (pokrajina), Treviso (pokrajina), Metropolitansko mesto Benetke, Verona (pokrajina), Vicenza (pokrajina) | 1994, 1996       | 712; i, ii (kulturno)                 | V 16. stoletju, ko je bila pod Beneško republiko, je arhitekt Andrea Palladio (1508–80) zgradil več vil v mestu Vicenza in okoliški deželi Benečija. Njegovi načrti so močno vplivali na arhitekturo in navdihnili paladijevski slog. Dediščina, ki je bila leta 1994 prvotno navedena kot Vicenza, Palladijevo mesto, je bilo leta 1996 razširjeno in vključuje več vil v regiji. Na sliki je Vila Chiericati. |
| Staro mestno jedro Siene | Central square in Siena with a large gothic cathedral           | Siena (pokrajina) | 1995             | 717; i, ii, iv (kulturno)             | Mesto Siena je ohranilo svoj srednjeveški gotski značaj od 12. do 15. stoletja. Mesto je zgrajeno okoli trga Piazza del Campo. Več pomembnih renesančnih slikarjev je delalo in se rodilo v Sieni, med njimi Duccio, Ambrogio Lorenzetti in Simone Martini. Na sliki Sienska stolnica. |
| Staro mestno jedro Neaplja | A large stone castle                                            | Metropolitansko mesto Neapelj | 1995             | 726bis; ii, iv (kulturno)             | Neapelj, ki so ga leta 470 pred našim štetjem ustanovili grški kolonisti, je bil eno najpomembnejših mest Magna Graecia, Rimske republike, in glavno mesto Neapeljskega kraljestva pod več kraljevimi hišami. Imel je velik vpliv na evropsko umetnost in arhitekturo. Nekateri pomembni spomeniki so cerkev Santa Chiara iz 14. stoletja, Castel Nuovo iz 13. stoletja (na sliki) in kraljeva palača iz 17. stoletja. Leta 2011 je prišlo do manjše spremembe meje. |
| Industrijsko delavsko naselje Crespi d'Adda | A row of parallel and connected factory buildings               | Bergamo (pokrajina) | 1995             | 730; iv, v (kulturno)                 | Crespi d'Adda je dobro ohranjeno poslovno mesto, zgrajeno v 19. in 20. stoletju za delavce tekstilnega proizvajalca Cristofora Crespija. Mesto vključuje tako stanovanjske stavbe kot skupne javne storitve, kot so ambulanta, šola, gledališče in športni center. Nekatere stavbe so še v uporabi. |
| Ferrara, renesančno mesto in delta Pada | A castle in red brick                                           | Ferrara (pokrajina) | 1995, 1999       | 733bis; ii, iii, iv, v, vi (kulturno) | Ferrara, sedež rodbine Este, je bila med italijansko renesanso 15. in 16. stoletja intelektualno in umetniško središče. Pritegnila je umetnike, da so okrasili več dvorcev in palač (na sliki Estejev grad), medtem ko je arhitekturna šola vplivala na sloge v Italiji in Evropi. Prvotno navedeno kot Ferrara, mesto renesanse, je bilo leta 1999 razširjeno na kulturno krajino delte reke Pad. |
| Castel del Monte | Octagonal castle with a tower on each of the eight corners.     | Barletta-Andria-Trani | 1996             | 398rev; i, ii, iii (kulturno)         | Osmerokotni grad je v 13. stoletju zgradil cesar Friderik II. Hohenstaufen. Združuje severnoevropsko cistercijansko gotiko, muslimansko arhitekturo in elemente klasične antike v popolnoma simetrični zasnovi. |
| Trulli v Alberobello | Small white houses with conic roofs                             | Bari (pokrajina) | 1996             | 787; iii, iv, v (kulturno)            | Trulli so tradicionalne koče iz apnenca, značilne za deželo Apulija. Gradili so jih vsaj od sredine 14. stoletja v prazgodovinski tehniki suhih zidov, običajno s stožčastimi, kupolastimi ali piramidastimi strehami iz kamnitih plošč z zavihki. Na seznamu svetovne dediščine so trulli v mestu Alberobello z več kot 1500 ohranjenimi stavbami. |
| Zgodnjekrščanski spomeniki v Raveni | A church in red brick                                           | Ravena (pokrajina) | 1996             | 788; i, ii, iii, iv (kulturno)        | To mesto obsega osem spomenikov v mestu Ravena, ki je bilo sedež Rimskega cesarstva v 5. stoletju. Cerkve in mavzoleje krasijo mozaiki izjemne umetniške kakovosti, ki prepletajo motive zahodne in bizantinske umetnosti. Na sliki je bazilika San Vitale. |
| Staro mestno jedro Pienze | Town square with Renaissance buildings                          | Siena (pokrajina) | 1996             | 789; i, ii, iv (kulturno)             | Leta 1459 se je papež Pij II. odločil preoblikovati svoje rojstno mesto Pienza v skladu z renesančnimi humanističnimi idejami urbanističnega oblikovanja. Projekt je nadziral arhitekt Bernardo Rossellino, ki je zgradil nove trge, cerkve in palače. Pienza je bila kasneje model urbanega razvoja v drugih italijanskih in evropskih mestih. |
| Caserta in San Leucio | A large park with a pond in the middle, a palace at the far end | Caserta (pokrajina) in Benevento (pokrajina)                                                                                        | 1997             | 549rev; i, ii, iii, iv (kulturno)     | Ta obsežen kompleks palač je sredi 18. stoletja naročil neapeljski kralj Bourbonov Karel III. Španski Zasnoval ga je arhitekt Luigi Vanvitelli po navdihu palač v Versaillesu in Madridu. Po zamislih razsvetljenstva je kompleks dobro vpet v krajino. Mesto vključuje akvadukt in industrijski kompleks San Leucio, kjer so proizvajali svilo. |
| Rezidence kraljeve družine Savojcev | Large symmetrical palace complex with white walls               | Metropolitansko mesto Torino, Cuneo (pokrajina)                                                                                     | 1997, 2010       | 823bis; i, ii, iv, v (kulturno)       | To območje obsega 22 palač in vil, zgrajenih za prikaz moči vladajoče monarhije po selitvi prestolnice Savojske rodbine v Torino s strani Emmanuela Philiberta leta 1562. Stavbe, večinoma v baročnem slogu, so reprezentativne za 17. in 18. stoletje. evropska monumentalna arhitektura. Leta 2010 je prišlo do manjše spremembe meje. Na sliki je Palazzina di caccia v Stupinigiju. |
| Botanični vrt v Padovi | A garden fountain in the middle                                 | Padova (pokrajina) | 1997             | 824; ii, iii (kulturno)               | Botanični vrt v Padovi je bil ustanovljen leta 1545 kot prvi univerzitetni botanični vrt na svetu. Že stoletja je bil središče znanstvenih raziskav, pa tudi predloga za druge vrtove. V 18. stoletju je bil prenovljen, vendar še vedno ohranja prvotno zasnovo. |
| Porto Venere in Cinque Terre | A coastal town with multi storied colorful houses.              | La Spezia (pokrajina) | 1997, 2021       | 826bis; ii, iv, v (kulturno)          | Kulturno krajino ob Ligurski obali je v zadnjem tisočletju oblikoval človek. Med strmim razgibanim terenom je zgrajenih več slikovitih mestec, zemljišče pa je spremenjeno v terase. Ob obali so tudi trije otoki z ostanki zgodnjih samostanskih stavb. Leta 2021 je prišlo do manjše spremembe meje. Na sliki je cerkev v Porto Venere. |
| Stolnica, stolp Ghirlandina in Piazza Grande, Modena                                                                                              | A white stone church with one tall tower.                       | Modena (pokrajina) | 1997             | 827; i, ii, iii, iv (kulturno)        | Kompleks iz 12. stoletja, ki ga sestavljajo stolnica, stolp in trg, je odličen primer zgodnje romanske umetnosti, ki je močno vplivala na razvoj sloga. Stolnico je zasnoval arhitekt Lanfranco, okrasil pa jo je kipar Wiligelmo. |
| Pompeji, Herkulanej in Torre Annunziata | A street with ruined houses.                                    | Metropolitansko mesto Neapelj | 1997             | 829; iii, iv, v (kulturno)            | Ta dediščina obsega tri mesta, ki so bila med izbruhom Vezuva leta 79 n. št. pokopana pod vulkanskim pepelom. Mesti Pompeji in Herculanej sta dve rimski mesti, ki sta v celoti ohranjeni in nudita vpogled v življenje v 1. stoletju našega štetja, medtem ko imata dve vili v Torre Annunziata dobro ohranjene stenske poslikave. Najdišča so postopoma izkopavali od sredine 18. stoletja. |
| Obala v Amalfiju (Costiera Amalfitana) | Mountainous coastline with terraces and buildings               | Salerno (pokrajina) | 1997             | 830; ii, iv, v (kulturno)             | Sredozemska kulturna krajina Amalfijske obale se je izrazito oblikovala v času srednjeveške vojvodine Amalfi (od 9. do 11. stoletja) v mešanici zahodnih in bizantinskih vplivov. Obala vključuje mesta, kot sta Amalfi in Ravello, pa tudi vinograde, sadovnjake in pašnike na točki, kjer se gore dotikajo morja. |
| Dolina templjev v Agrigento | Ruins of a classical temple with columns                        | Agrigento (pokrajina) | 1997             | 831; i, ii, iii, iv (kulturno)        | Agrigento, grška kolonija, ustanovljena v 6. stoletju pr. n. št., se je razvila v eno večjih mest Magna Graecia in Sredozemlja. Ohranjenih je več dorskih templjev, ki predstavljajo enega najvidnejših krajev grške umetnosti in kulture. |
| Villa Romana del Casale | Villa del Casale's basilica with marble panels                  | Enna (pokrajina) | 1997             | 832; i, ii, iii (kulturno)            | Vila na trgu Piazza Armerina je ena najrazkošnejših rimskih vil, zgrajenih v začetku 4. stoletja, in je reprezentativen primer gospodarske in družbene strukture svojega obdobja. Je bogato okrašena z mozaiki izjemne kakovosti in predstavlja najboljšo in situ zbirko rimskih mozaikov na svetu. |
| Arheološko najdišče Su Nuraxi (Barumini) | A stone ruin                                                    | Južna Sardinija (pokrajina) | 1997             | 833; i, iii, iv (kulturno)            | Su Nuraxi je najboljši in najpopolnejši primer nuraga, obrambne megalitske strukture bronastodobne nuragske civilizacije iz 2. tisočletja pr. n. št. Edinstveni za Sardinijo so nuragi krožni obrambni stolpi v obliki prisekanih stožcev z notranjimi prostori. Tisti v Su Nuraxi je bil prvotno visok več kot 18,5 m. Najdišče je bilo opuščeno v 6. stoletju pr. n. št. in večina nuragijev se je umaknila po rimski kolonizaciji v 2. stoletju pr. n. št. |
| Arheološka najdišča in patriarhova bazilika v Ogleju                                                                                              | Church in stone and a baptistery                                | Videm (pokrajina) | 1998, 2017, 2018 | 825ter; iii, iv, vi (kulturno)        | Oglej je bil eno najbogatejših mest zgodnjega Rimskega cesarstva. Leta 452 so ga plenili Huni pod vodstvom Atile; večina starodavnega mesta je zdaj ohranjena in neizkopana. Patriarhalna bazilika z mozaičnimi tlemi je iz 4. stoletja. Med 11. in 14. stoletjem je bila prezidana. Imela je pomembno vlogo pri širjenju krščanstva v velikem delu srednje Evrope v zgodnjem srednjem veku. V letih 2017 in 2018 je prišlo do manjših sprememb meja. |
| Zgodovinski center Urbina | Panorama of a city                                              | Pesaro in Urbino | 1998             | 828; ii, iv (kulturno)                | V 15. stoletju je Urbino cvetel pod vodstvom Federica da Montefeltra, humanista, ki je v mesto privabil nekaj najvidnejših znanstvenikov in umetnikov. Renesančna arhitektura mesta se je v veliki meri ohranila, ko je Urbino od 16. stoletja dalje zašel v kulturno in gospodarsko stagnacijo. |
| [[Narodni park Cilento e Vallo di Diano\|Narodni park Cilento in Vallo di Diano z arheološkima najdiščema Pestum in Velia ter Certosa di Padula]] | Ruins of a temple with columns                                  | Salerno (pokrajina) | 1998             | 842; iii, iv (kulturno)               | Kulturno krajino so skozi stoletja oblikovale različne družbe, vključno z Etruščani, Lukanci, grškimi kolonisti in kasneje Rimljani. Najdišče vključuje ostanke Pestuma in Velie, dveh večjih mest iz klasičnih časov. Kartuzijanski samostan Certosa di Padula je iz leta 1306, čeprav je večina sedanjih stavb iz 17. in 18. stoletja v baročnem slogu. |
| Hadrijanova vila v Tivoliju | Roman ruins with columns around a pool                          | Metropolitansko mesto glavnega mesta Rim                                                                                            | 1999             | 907; i, ii, iii (kulturno)            | Hadrijanova vila v Tivoliju zunaj Rima je bila zgrajena v 2. stoletju našega štetja kot zatočišče cesarja Hadrijana. Združuje arhitekturne elemente iz Grčije, Egipta in Rima. Kompleks vključuje stanovanjske in rekreacijske stavbe, vrtove in bazene. Njeno ponovno odkritje sredi 15. stoletja je vplivalo na arhitekte renesanse in baroka. |
| Staro mestno jedro Verone | Gothic monument with a horseman                                 | Verona (pokrajina) | 2000             | 797rev; ii, iv (kulturno)             | Verona, ustanovljena kot rimsko mesto v 1. stoletju pred našim štetjem, se je neprekinjeno razvijala več kot 2000 let in ohranja urbane strukture in spomenike iz različnih obdobij. Vključujejo rimski amfiteater in rimska vrata, gotske Scaligerjeve grobnice (na sliki) ter več zgodovinskih trgov in palač. |
| Liparski otoki (Eolsko otočje) | A group of volcanic islands from above                          | Metropolitansko mesto Messina | 2000             | 908; viii (naravno)                   | To otočje ob obali Sicilije so geologi obsežno preučevali vsaj od 18. stoletja. Otoki vsebujejo več klasičnih značilnosti vulkanskih reliefnih oblik, ki so bile pomembne pri razvoju vulkanologije kot znanstvene discipline. Dva tipa vulkanskih izbruhov nosita imena po otokih arhipelaga, strombolski in vulkanski izbruh. |
| Bazilika in spomeniki sv. Fračiška v Assisiju | Basilica di San Francesco in Assisi                             | Perugia (pokrajina) | 2000             | 990; i, ii, iii, iv, vi (kulturno)    | Assisi je bil rojstni kraj svetega Frančiška, ustanovitelja frančiškanskega reda. Bazilika je bila zgrajena v 13. stoletju. Vsebuje slike Cimabueja, Pietra Lorenzettija, Simone Martinija in Giotta ter je bila referenčna točka za italijansko in zahodno umetnost. |
| Vila d'Este, Tivoli | Panoramic view of Villa d'Este with gardens and sculptures      | Metropolitansko mesto glavnega mesta Rim‎                                                                                            | 2001             | 1025; i, ii, iii, iv, vi (kulturno)   | Vrtovi [[Vila d'Este]\|Vile d'Este]] iz 16. stoletja so eden prvih in najboljših primerov italijanskih renesančnih vrtov. Vrtovi imajo geometrijsko razporeditev v skladu z renesančno estetiko in so okrašeni z bazeni in fontanami, ki jih je oblikoval Pirro Ligorio. Imeli so velik vpliv na oblikovanje evropskih vrtov. |
| Poznobaročna mesta v Val di Noto (JV Sicilija) | A baroque church, front view                                    | Catania (pokrajina), Ragusa (pokrajina), Sirakuze (pokrajina)                                                                       | 2002             | 1024; i, ii, iv, v (kulturno)         | Leta 1693 je Sicilijo prizadel močan potres, ki je uničil več krajev in mest. Po tem so bila mesta Caltagirone, Militello Val di Catania, Catania, Modica, Noto, Palazzolo, Ragusa in Scicli obnovljena v skladu z baročnimi trendi urbanističnega načrtovanja. Predstavljajo vrhunec poznobaročne umetnosti v Evropi. |
| Svete gore Piemonta in Lombardije | A church and surrounding buildings                              | več lokacij | 2003             | 1068rev; ii, iv (kulturno)            | Fenomen Sacri Monti (Svete gore) se je začel konec 15. stoletja z namenom ustvarjanja alternativnih romarskih in molitvenih krajev zaradi nedostopnosti Svete dežele. Mesto obsega devet takih kompleksov v Piemontu in Lombardiji, zgrajenih v poznem 16. in 17. stoletju. So bogati z umetnostjo in so dobro vključeni v pokrajino. Na sliki je Sveta gora Kalvarija Domodossola. |
| Dolina Val d'Orcia | Hilly grass landscape                                           | Siena (pokrajina) | 2004             | 1026rev; iv, vi (kulturno)            | Kulturna krajina Val d'Orcia v zaledju Siene je bila v 14. in 15. stoletju skrbno preoblikovana v skladu z renesančnimi estetskimi ideali. Pokrajino sestavljajo majhne vasi, mesta, polja, pašniki, travniki in majhne kmetije. Vidno je predstavljen na slikah sienske šole. |
| Etruščanski nekropoli Cerveteri in Tarkvinija | Wall painting depicting people banqueting and two leopards      | Viterbo (pokrajina), Metropolitansko mesto glavnega mesta Rim‎                                                                       | 2004             | 1158; i, iii, iv (kulturno)           | Cerveteri in Tarkvinija sta dve etruščanski nekropoli iz 9. do 1. stoletja pred našim štetjem. Več grobnic, ki so bile zasnovane kot replike etruščanskih hiš, krasijo izjemne stenske poslikave, ki prikazujejo prizore iz vsakdanjega življenja (na sliki Grobnica leopardov). |
| Sirakuze in skalna nekropola Pantalika | Rock caves on a hillside                                        | Sirakuze (pokrajina) | 2005             | 1200; ii, iii, iv, vi (kulturno)      | Sirakuze so v 8. stoletju pred našim štetjem ustanovili Korinčani in postale eno najpomembnejših mest Magna Graecia. Pomemben spomenik iz tega obdobja je dorski Apolonov tempelj. Nekropola Pantalika (na sliki) vsebuje več kot 5000 grobnic, večina iz obdobja od 13. do 7. stoletja pred našim štetjem, in ostanke stavb iz bizantinskega obdobja. |
| Strade Nuove in Palazzi dei Rolli v Genovi | A large palace with a beige facade                              | Metropolitansko mesto Genova | 2006             | 1211; ii, iv (kulturno)               | To mesto obsega dva urbanistična razvoja v Genovi iz 16. in 17. stoletja, ko je bila Genovska republika na vrhuncu svoje moči. Le Strade Nuove (Nove ulice) je skupina ulic (vključno z Via Giuseppe Garibaldi), ki jih je zgradila genovska aristokracija. Palazzi dei Rolli (Palače seznamov) so skupina renesančnih in baročnih palač, ki so bile povezane s posebnim sistemom javnih nastanitev v zasebnih rezidencah, pri čemer so v eni od teh palač gostili pomembne goste na državnem obisku republike. države. Na sliki je Palazzo Cattaneo Belimbau. |
| Retijska železnica v pokrajinah Albula / Bernina*                                                                                                 | A train at a train station                                      | Sondrio (pokrajina) | 2008             | 1276; ii, iv (kulturno)               | Progi Albula in Bernina Retijska železnica sta dve zgodovinski železniški progi, ki prečkata Švicarske Alpe. Zgrajene so bile v začetku 20. stoletja in so omogočale hitro in enostavno pot v številna prej osamljena alpska naselja. Gradnja železnic je zahtevala premagovanje tehničnih izzivov z mostovi, galerijami in predori. Dediščina je v skupni rabi s Švico. Na sliki je železniška postaja v Tirano. |
| Mantova in Sabbioneta | Mantua panorama                                                 | Mantova (pokrajina) | 2008             | 1287; ii, iii (kulturno)              | Ti dve mesti predstavljata dva pristopa renesančnega urbanističnega načrtovanja. Mantova (na sliki), ki izvira iz rimskih časov in ohranja stavbe iz 11. stoletja, je bila prenovljena v 15. in 16. stoletju. Po drugi strani pa je Sabbioneta v drugi polovici 16. stoletja ustanovil Vespazijan I. Gonzaga in jo zgradil z mrežnim načrtom, v skladu s takratno vizijo idealnega mesta. |
| Dolomiti | Mountain scenery                                                | več lokacij | 2009             | 1237rev; vii, viii (naravno)          | To območje obsega devet območij Dolomitov, gorske verige v severnih italijanskih Alpah. Obstaja 18 vrhov nad 3000 m z gorsko pokrajino, vključno s strmimi skalnatimi pečinami, navpičnimi stenami, dolgimi in ozkimi dolinami. Z geološkega vidika kamnine vsebujejo fosilne zapise morskega življenja v triasnem obdobju. Na sliki je Marmolada. |
| Monte San Giorgio* | A wooded mountain and a lake.                                   | Varese (pokrajina) | 2010             | 1090; viii (naravno)                  | Monte San Giorgio, ki gleda na jezero Lugano, ohranja najboljši fosilni zapis morskega življenja iz triasnega obdobja (pred 245–230 milijoni let). V tistem obdobju je bilo območje tropska laguna, v kateri so cveteli plazilci, ribe, školjke, amoniti, iglokožci in raki. Ohranjeni so tudi fosili kopenskih živali. Del nepremičnine v Švici je bil vpisan leta 2003 in leta 2010 razširjen na italijanski del. |
| Središča oblasti Langobardov | Stucco figures of saints                                        | več lokacij | 2011             | 1318; ii, iii, vi (kulturno)          | Ta dediščina obsega sedem skupin samostanov, cerkva in utrdb, povezanih z Langobardi, ki so v Italiji vladali od 6. do 8. stoletja. Umetnost in arhitektura odražata sintezo rimskih, krščanskih in germanskih vplivov. Navedeni spomeniki so v Brescii, Cividale del Friuli (na sliki umetniško delo v Oratoriju di Santa Maria in Valle), Castelsepriu, Spoletu, Campello sul Clitunno, Beneventu in Monte Sant'Angelo. Njegova arhitektura zaznamuje sintezo različnih slogov in prehod v srednji vek. |
| Prazgodovinska kolišča okoli Alp* | Pile dwelling house, reconstruction                             | več lokacij | 2011             | 1363; iv, v (kulturno)                | To nadnacionalno dediščino (ki si ga deli z Avstrijo, Francijo, Nemčijo, Slovenijo in Švico) vsebuje 111 majhnih posameznih najdišč z ostanki prazgodovinskih naselbin s koliščarji (ali mosti) v in okoli Alp, zgrajenih od okoli 5000 do 500 pr. n. št. robovih jezer, rek ali mokrišč. Vsebujejo veliko podatkov o življenju in trgovini v agrarnih neolitskih in bronastodobnih kulturah v alpski Evropi. Devetnajst lokacij je v Italiji, na sliki je rekonstrukcija hiše na Ledru |
| Vile in vrtovi družine Mediči v Toskani | A villa on the slope of a hill                                  | več lokacij | 2013             | 175; ii, iv, vi (kulturno)            | To območje obsega dvanajst vil in dva vrtova, zgrajena pod pokroviteljstvom družine Medici od 15. do 17. stoletja v Toskani. Predstavljajo nov tip aristokratskih rezidenc, v odstopu od vojaških gradov ali bogatih kmetij. Vile in vrtovi so bili kraji preživljanja prostega časa, umetnosti in znanja, zasnovani pa so bili po načelih renesančnega humanizma. Na sliki je Vila Medici, Fiesole. |
| Etna | Mt Etna, covered with snow, with a city in front                | Catania (pokrajina) | 2013             | 1427; viii (naravno)                  | Etna je najaktivnejši stratovulkan na svetu, pa tudi eden najbolj raziskanih vulkanov z najmanj 2700-letno dokumentirano zgodovino. Predstavlja več značilnih vulkanskih pojavov, kot so stožci pepela, tokovi lave in lavne jame. Gora je dom številnih endemičnih živalskih in rastlinskih vrst. |
| Vinorodna območja Piemonta: Langhe-Roero in Monferrato                                                                                            | Hilly area with vineyards                                       | Alessandria (pokrajina), Asti (pokrajina), Cuneo (pokrajina)                                                                        | 2014             | 1390rev; iii, v (kulturno)            | Vinogradništvo in predelava vina Piemonta je na tem območju potekalo vsaj od 5. stoletja pred našim štetjem. Kulturna krajina vsebuje vinograde, vasi, kleti, kmetije in romanske cerkve. Območje obsega pet vinorodnih območij in grad Grinzane Cavour. |
| Arabsko-normanski Palermo in stolnici v Cefalùju in Monrealeju                                                                                    | Church and a palm tree in front                                 | Metropolitansko mesto Palermo | 2015             | 1487; ii, iv (kulturno)               | Ta dediščina obsega devet stavb, zgrajenih v času normanskega kraljestva Sicilije (1130–1194) v slogu, ki vključuje značilnosti arabske, bizantinske in zahodne umetnosti. Na seznamu so dve palači, tri cerkve, tri stolnicee (na sliki je Stolnica v Palermu) in Ponte dell'Ammiraglio. |
| Starodavni prvobitni bukovi gozdovi Karpatov in drugih delov Evrope*                                                                              | Forest and mountain landscape                                   | več lokacij | 2017             | 1133ter; ix (naravno)                 | Pragozdovi bukve so bistven vir za razumevanje zgodovine in razvoja bukve (Fagus sylvatica) v zadnjih milijonih let. Stran je bila prvič uvrščena leta 2007 na Slovaško in v Ukrajino. V letih 2011, 2017 in 2021 je bil razširjen tako, da je vključeval gozdove v skupno 18 državah. 13 gozdov, navedenih v Italiji, je bilo vpisanih leta 2017 in 2021. Na sliki je Val Fondillo. |
| [[Beneške utrdbe iz 16. in 17. stoletja* | Map of a star fort                                              | Bergamo (pokrajina), Videm (pokrajina), Verona (pokrajina)                                                                          | 2017             | 1533; iii, iv (kulturno)              | Ta dediščina je sestavljena iz šestih komponent obrambnih del v Italiji, na Hrvaškem in Črni gori, ki se raztezajo na več kot 1000 km med Lombardijo v Italiji in vzhodno jadransko obalo. Oblikovanje utrdb (imenovanih alla moderna) je zaznamovala uvedba smodnika v vojskovanje, kar je povzročilo pomembne premike v vojaški tehniki in arhitekturi. V Italiji so navedena tri mesta: zvezdasta utrdba Palmanova (zemljevid na sliki) ter utrdbe Bergamo in Peschiera del Garda. |
| Ivrea, Industrijsko mesto 20. stoletja | Industrial buildings                                            | Metropolitansko mesto Torino | 2018, 2021       | 1538bis; iv (kulturno)                | Industrijsko mesto Ivrea je leta 1908 ustanovil Camillo Olivetti, vodja podjetja Olivetti S.p.A., ki je proizvajalo pisalne stroje, mehanske kalkulatorje in pisarniške računalnike. Mesto je bilo večinoma zasnovano med letoma 1930 in 1960 v skladu z idejami političnega skupnostnega gibanja. Kompleks obsega industrijske, stanovanjske in javne stavbe ter izraža sodobno vizijo razmerja med industrijsko proizvodnjo in arhitekturo. Leta 2021 je prišlo do manjše spremembe meje. |
| Griči Prosecco Conegliano in Valdobbiadene | Panorama with vineyards                                         | Treviso (pokrajina) | 2019             | 1571rev; v (kulturno)                 | Za kulturno krajino Conegliano in Valdobbiadene so značilni griči (ciglioni), ki so bili terasasto urejeni in spremenjeni v vinograde od 17. stoletja. Regija proizvaja vino Prosecco. Pokrajina vključuje tudi gozdove, žive meje, kmetije in vasi. |
| Velika zdraviliška mesta Evrope* | Spa in the ancient style with columns                           | Pistoia (pokrajina) | 2021             | 1613; ii, iii, iv, vi (cultural)      | Velika zdraviliška mesta Evrope obsegajo 11 zdraviliških mest v sedmih evropskih državah, kjer so mineralne vode uporabljali v zdravilne in terapevtske namene pred razvojem industrijske medicine v 19. stoletju. Mesto Montecatini Terme je navedeno v Italiji. |
| Padovanski cikli fresk iz 14. stoletja | Interior of a chapel covered by frescos                         | Padova (pokrajina) | 2021             | 1623; ii (kulturno)                   | Mesto obsega osem stavb, tako verskih kot posvetnih, v štirih skupinah. V njih so cikli fresk, ki jih je med letoma 1302 in 1397 naslikalo več uglednih slikarjev: Giotto, Guariento di Arpo, Giusto de' Menabuoi, Altichiero da Zevio, Jacopo d'Avanzi in Jacopo da Verona. Freske so inovativne v svojem načinu upodabljanja alegorične pripovedi in uporabljajo nove tehnike perspektive. Na sliki je kapela Scrovegni. |
| The Portiki Bologne | Street with porticoes on both sides                             | Metropolitansko mesto Bologna | 2021             | 1650; iv (kulturno)                   | Portiki predstavljajo pomembno kulturno in arhitekturno dediščino mesta Bologna. Stoletja so jih uporabljali kot zaščitene sprehajalne poti in glavne lokacije za trgovske dejavnosti. Gradili so jih iz lesa, opeke, kamna, v 20. stoletju pa tudi iz armiranega betona. Včasih pokrivajo obe strani ulice. Naštetih je dvanajst kompleksov portikov. |
| Evaporitni kras in jame severnih Apeninov | Rocky barren landscape with some trees in the background        | več lokacij | 2023             | 1692; viii (naravno)                  | Ta dediščina obsega štiri območja z evaporitnim krasom, dve s triasnimi anhidriti in dve z mesinsko sadro (primer iz parka Gessi Bolognesi na sliki). Več kot 700 jam ima najrazličnejše kraške značilnosti in vsebuje redke minerale. V njih živi tudi več rastlinskih vrst, med katerimi so številne ogrožene. |
| Via Appia "Regina Viarum" |                                                                 | več lokacij | 2024             | 1708; (iii)(iv)(vi) (kulturno)        | Več kot 800 kilometrov dolga Via Appia je najstarejša in najpomembnejša med velikimi cestami, ki so jih zgradili stari Rimljani. Zgrajena in razvijana od leta 312 pr. n. št. do 4. stol. n. št., je bila prvotno zasnovana kot strateška cesta za vojaško osvajanje, ki napreduje proti vzhodu in Mali Aziji. Apijeva cesta je pozneje omogočila rast mest, ki jih je povezovala, in pojavila so se nova naselja, ki so olajšala kmetijsko proizvodnjo in trgovino. Ta nepremičnina, sestavljena iz 19 sestavnih delov, je popolnoma razvit sklop inženirskih del, ki ponazarja napredno tehnično znanje rimskih inženirjev pri gradnji cest, gradbenih projektih, infrastrukturi in obsežnih melioracijskih delih, kot tudi obsežno vrsto monumentalne strukture, vključno na primer s slavoloki, termami, amfiteatri in bazilikami, akvadukti, kanali, mostovi in javnimi vodnjaki. |
| Pogrebna tradicija v prazgodovini Sardinije – Domus de Janas                                                                                      | Interior of a megalithic tomb                                   | več lokacij | 2025             | 1730; iii (kulturno)                  | Ta nominacija zajema najdišča prednuragičnih kultur na Sardiniji. Izvirajo iz obdobja od neolitika do bronaste dobe, od 5. do 3. tisočletja pr. n. št. Med najdišča spadajo megalitska najdišča in hipogeji, natančneje menhirji, dolmeni, kamniti krogi in grobnice. Slednje se imenujejo Domus de Janas, 'hiša vil', nekatere pa imajo stene okrašene s poslikavami. Na sliki je grobnica v Putifigariju. |

## Poskusni seznam
Poleg območij, vpisanih na seznam svetovne dediščine, lahko države članice vodijo seznam začasnih območij, ki jih lahko upoštevajo pri nominaciji. Nominacije za seznam svetovne dediščine so sprejete le, če je bilo območje predhodno uvrščeno na poskusni seznam. Od leta 2024 je Italija zabeležila 33 poskusnih območij.
- Jezeri Maggiore in D'Orta
- Botanični vrtovi Hanbury
- Orvieto
- Vile papeškega plemstva
- Salento in "Barocco Leccese"
- Samostan Cattolica di Stilo in bazilijsko-bizantinski kompleksi
- Arhipelag Magdalensko otočje in otoki Bocche di Bonifacio*
- Otok Mothia in Marsala: feničansko-punska civilizacija v Italiji
- Bradiseizem na območju Flegrejskih polj
- Cascata delle Marmore in Valnerina: samostanska mesta in starodavna hidrogeološka melioracijska dela
- Pelagos: Zavetišče kitov v Ligurskem morju*
- Otok Asinara
- Sulcis Iglesiente
- Marmorni bazen Carrara
- Transhumanca: Kraljeva pastirska pot
- Voltera: zgodovinsko mesto in kulturna krajina
- Dolina Aniene in Villa Gregoriana v Tivoliju
- Murge iz Altamure
- Kraške jame v prazgodovinski Apuliji
- Citadela v Alessandriji
- masiv Mont Blanc*
- Kulturna krajina benediktinskih naselbin v srednjeveški Italiji
- Sredozemske Alpe*
- Kulturna krajina Civita di Bagnoregio
- Via Francigena v Italiji
- Umetnost in arhitektura v prazgodovini Sardinije. Domus de Janas.
- Eocenska morska biodiverziteta doline Alpone
- Zgodovinska gledališča regije Marke
- Sistem kmečkih vil v Chianti Classico
- Dokazi o italijansko-grški kulturi med zgodnjim in poznim srednjim vekom
- Evropske papirnice (iz obdobja ročno izdelanega papirja)*